# جاده ابریشم (فیلم)
«جاده ابریشم» (انگلیسی: The Silk Road (film)) فیلمی در ژانر درام است که در سال ۱۹۸۸ منتشر شد. از بازیگران آن می‌توان به کویچی ساتو و آنا ناکاگاوا اشاره کرد.